# کریستوفر اسکات
کریستوفر اسکات (زاده ۷ ژوئن ۲۰۰۲) یک بازیکن فوتبال اهل آلمان و غنایی تبار است. وی برای باشگاه فوتبال رویال آنتورپ در پست هافبک بازی می‌کند.